# Andryala integrifolia
Andryala integrifolia — вид квіткових рослин родини айстрові (Asteraceae). Назва integrifolia означає, що листки цільні (насправді листя цього виду можуть також бути зубчасті).

## Опис
Дворічна або багаторічна в цілому трав'яниста рослина з залозистими волосками на верхній половині. Стебла 40–50 см й до 100 см, як правило, дуже розгалужених у верхній третині. Листки від ланцетних до лінійних, цілісні або зубчасті, лопатеві, вільно запушені. Листки чергові, близько двох см завтовшки, від 5 до 9 см в довжину. Квіткові голови жовті, діаметром 15–25 мм зазвичай групуються, щоб сформувати щільний щиток або поодинокі під час осіннього цвітіння. Сім'янки ≈ 1 × 0,5 мм. Цвітіння і плодоношення з березня по грудень. Плоди сім'янки з чубком. Сім'янки вузькі біля основи, в 1–2 мм завдовжки; колір темно-коричневий, чубчик довжиною 6 — 8 мм.

## Поширення
Середземномор'я, в тому числі Макаронезія (Канарські острови). Росте в канавах доріг, полях сільськогосподарських культур і пасовищах на повному сонці.

## Галерея

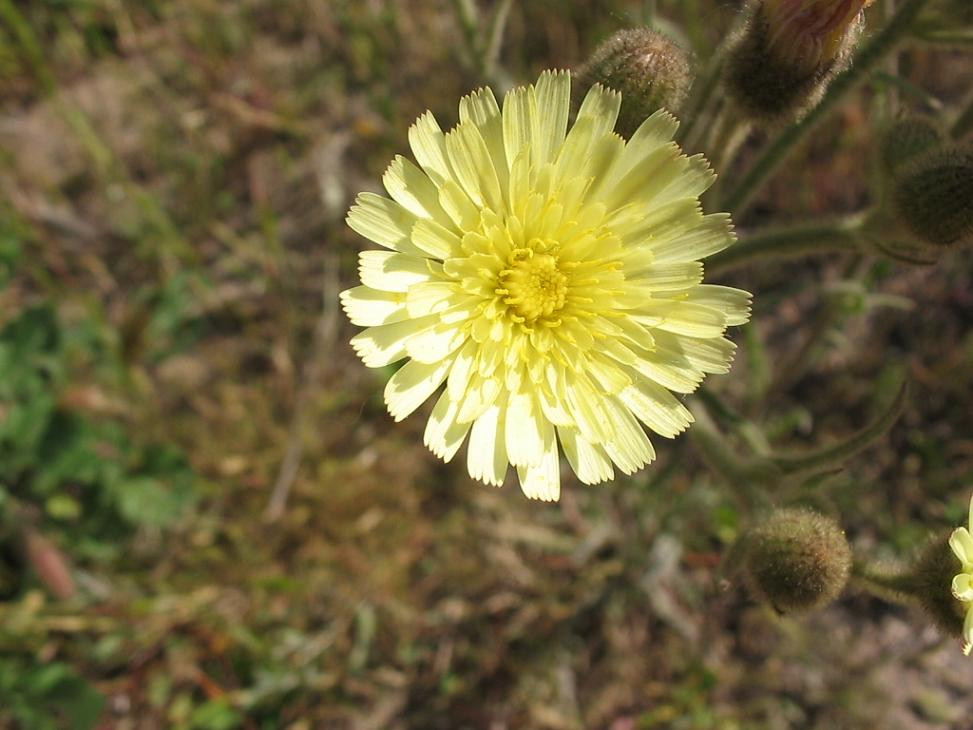
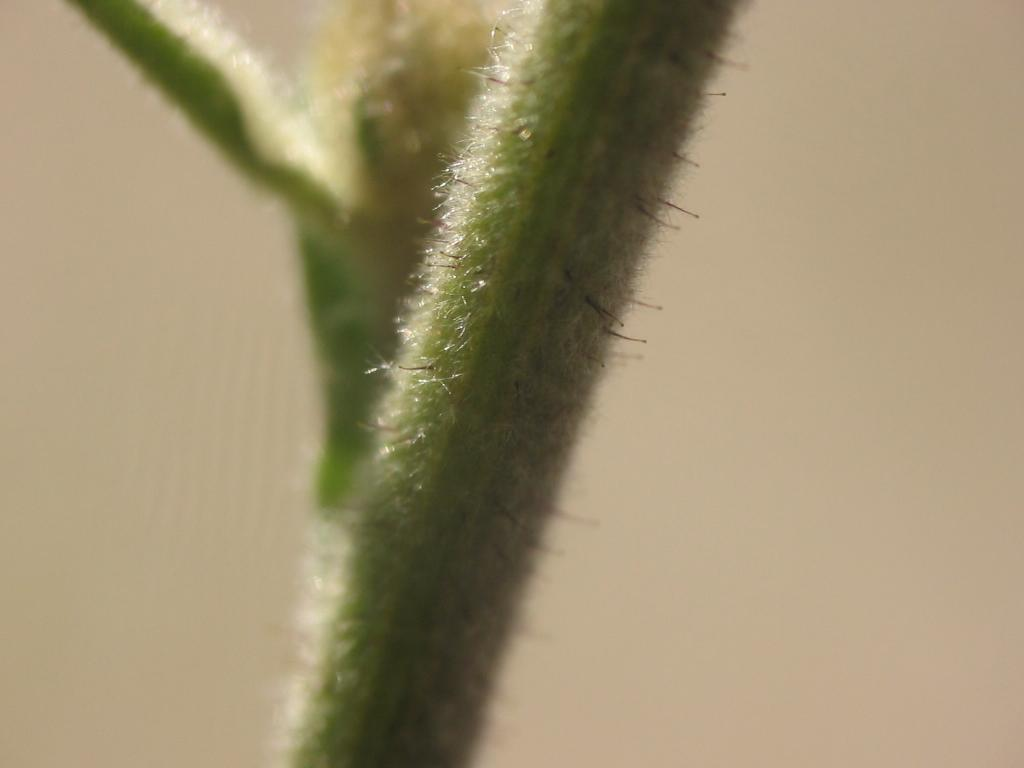
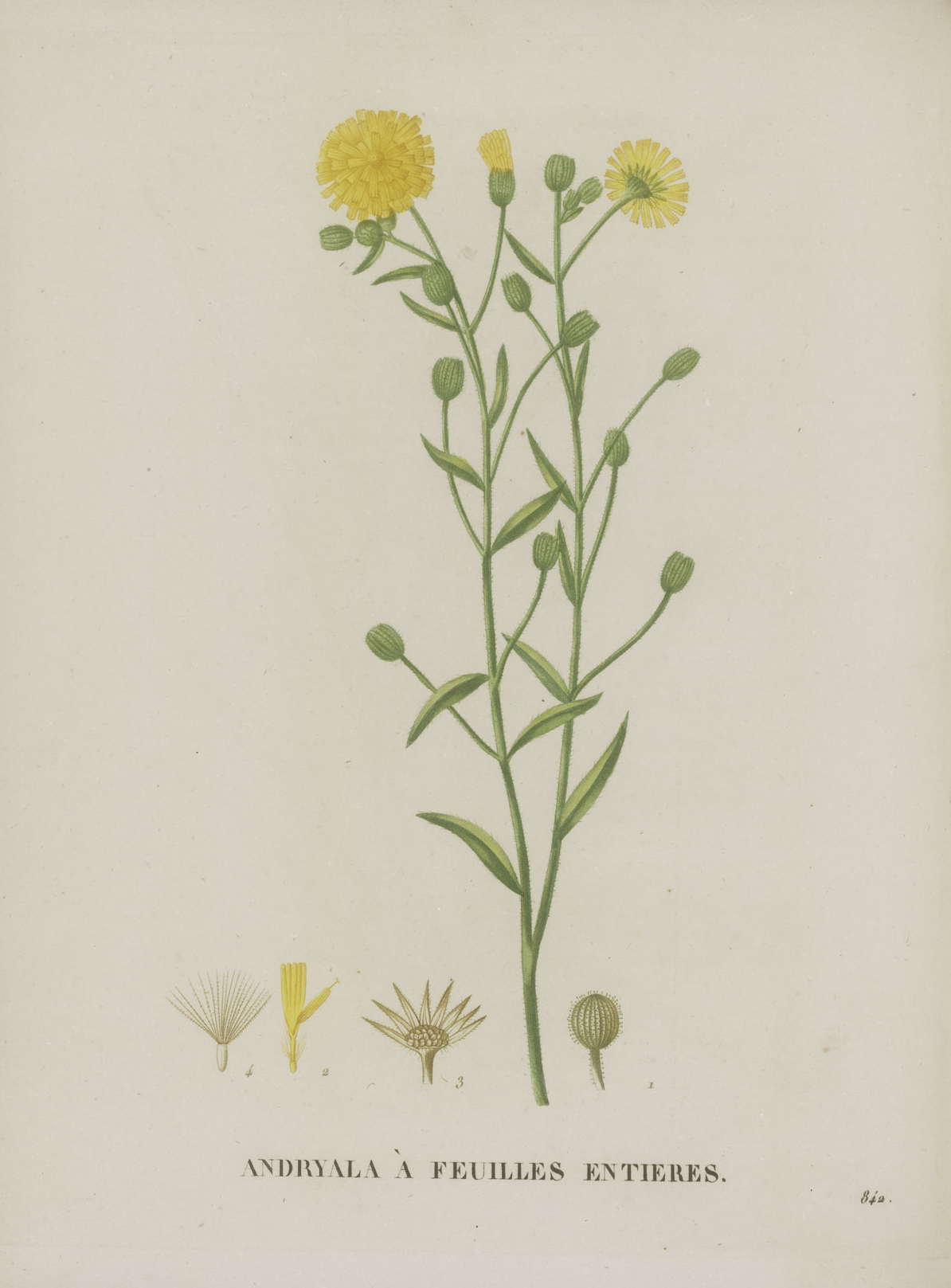

|  | Це незавершена стаття про айстрові. Ви можете допомогти проєкту, виправивши або дописавши її. |